# Liojoppites poecilipictus
Liojoppites poecilipictus är en stekelart som beskrevs av Heinrich 1967. Liojoppites poecilipictus ingår i släktet Liojoppites och familjen brokparasitsteklar. Inga underarter finns listade i Catalogue of Life.